# Annavölgy
Annavölgy is een plaats (község) en gemeente in het Hongaarse comitaat Komárom-Esztergom. Annavölgy telt 983 inwoners (2001).